# Richard Thomas Lowe
Richard Thomas Lowe, född 1802, död 1874, var en engelsk vetenskapsman (botaniker, iktyolog, malakolog) och präst. År 1825 tog han examen från Christ's College i Cambridge och prästvigdes samma år. Han arbetade från 1832 som präst på Madeira, där han även verkade som naturhistoriker på deltid. Lowe bedrev omfattande studier av den lokala floran och faunan och skrev en bok om Madeiras flora. Han omkom 1874 i samband med en skeppsförlisning utanför Scillyöarna.
För Richard Thomas Lowe används auktorsförkortningen Lowe.

## Taxa
Lowe namngav och beskrev åtskilliga taxa hos blötdjur, bland annat:
- Caseolus, ett snigelsläkte och 8 av dess arter
- Lemniscia, ett snigelsläkte och 2 av dess arter